# Sant Jeroni de Cotalba kloster
Sant Jeroni de Cotalba kloster (spanska: San Jerónimo de Cotalba) är ett hieronymitkloster som grundades år 1388. Det ligger i Alfauir i provinsen Valencia i Spanien.

## Bildgalleri

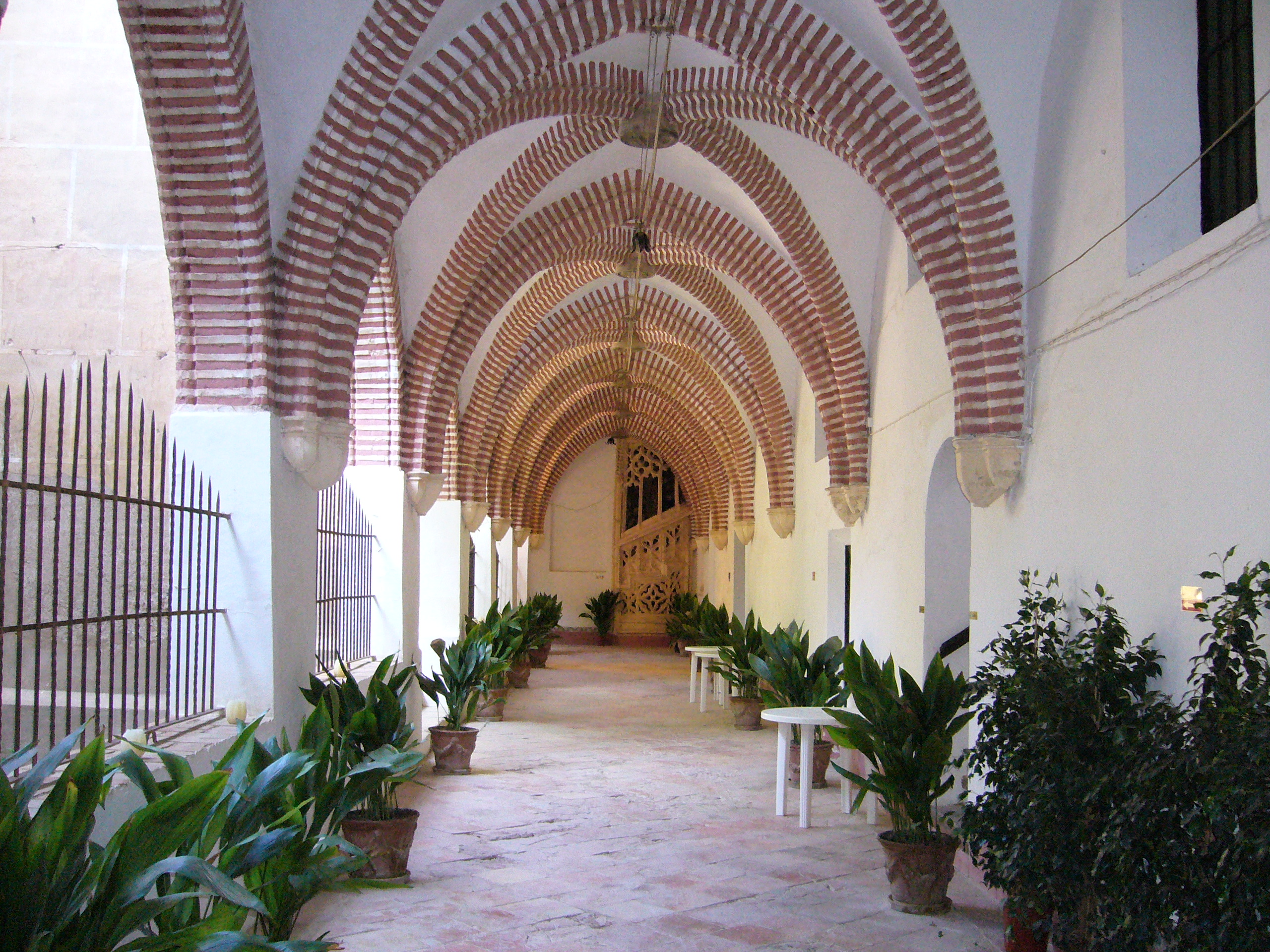
Korsgången
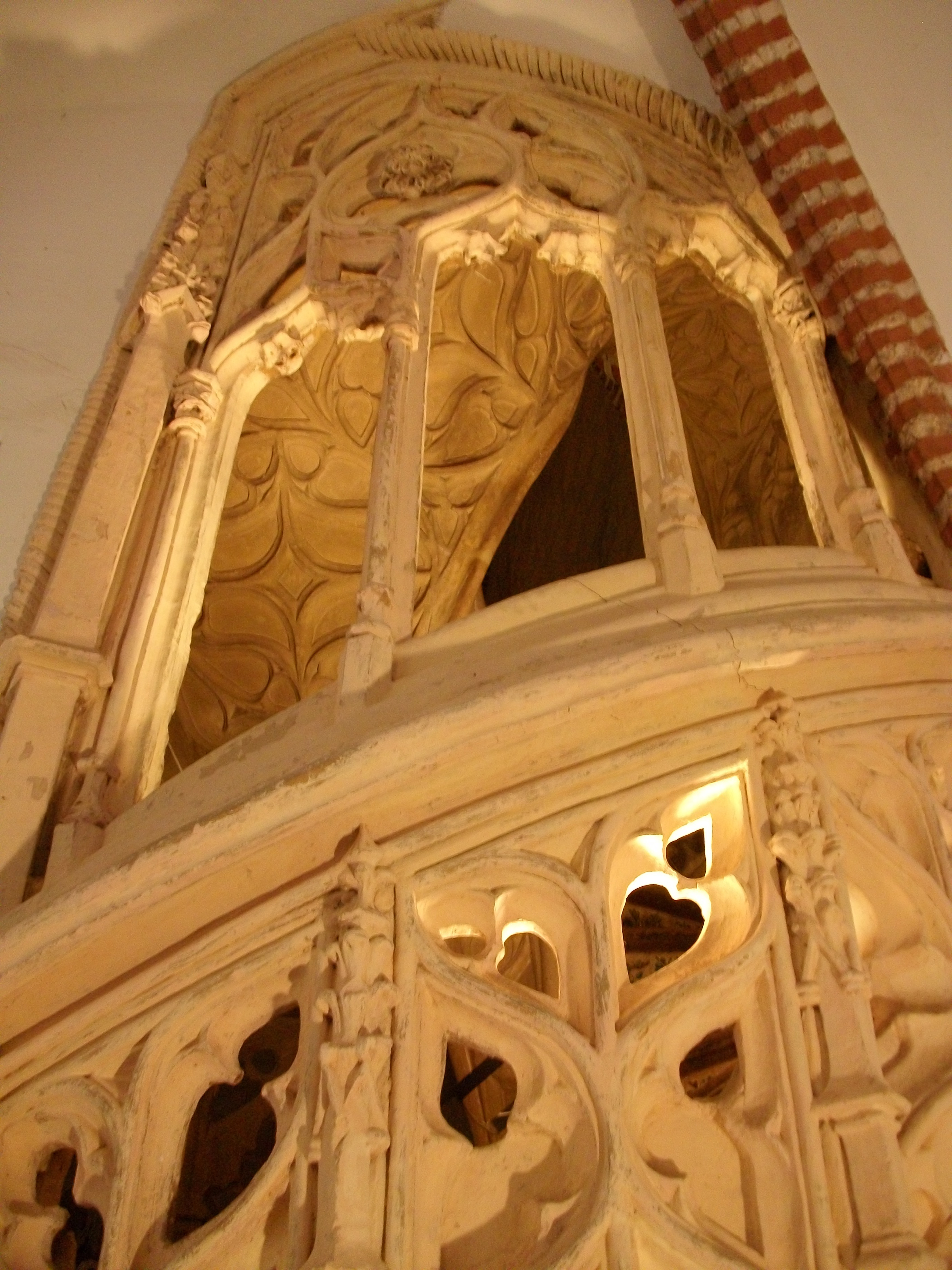
Gotisk trappa
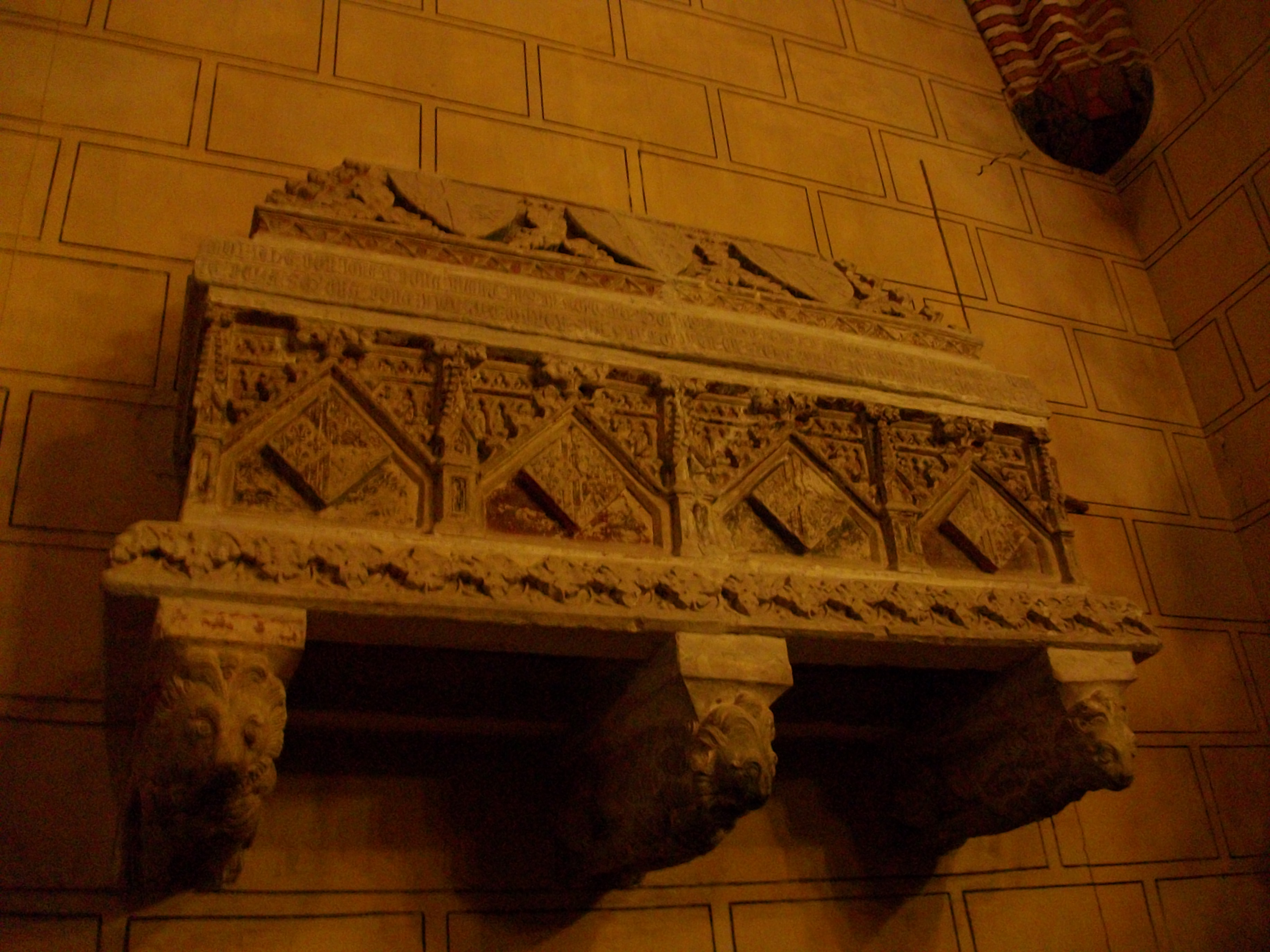
Medeltida sarkofag